# July's People
July's People (em Portugal, A Gente de July, no Brasil, O Pessoal de July) é uma obra da escritora sul-africana Nadine Gordimer que retrata a história da família Smales, que - ao se ver atingida por uma desordem social de grandes proporções - só tem como solução fugir da cidade dominada pelo homem branco e abrigar-se na aldeia natal do seu criado negro – July. 

## Sinopse
Afastados da sua casa, da sua civilização "branca", estrangeiros numa aldeia de negros, os Smales esperam por melhores dias, mas, até lá, têm de reaprender a viver e a perder toda a noção da “ocidentalidade”. Sem privacidade, sem hábitos de higiene, sem conforto, desprotegidos pela lei, criam-se tensões, acumulam-se memórias de um passado que nunca mais poderá regressar.A “cidade branca” está distante e esta família tem de viver à custa dos serviços e da bondade dum criado de atitudes inquietantes: se, por um lado, este não se queixa de ter sido mal tratado pelos amos durante a época do apartheid e não aparenta qualquer tipo de ressentimento, por outro, July busca não só a sua emancipação, mas também impor um respeito nunca antes obtido. 
A tensão entre a gente negra da aldeia versus família Smales nunca se dilui, mas, pelo contrário, agrava-se até a um ponto de quase ruptura, até ao ponto de desejarem abandonar a aldeia, embora não tendo sítio para onde ir. Estão presos a esta aldeia sofrendo uma dupla pressão: a dos habitantes e a da sua própria consciência.